# إليسا نيو
إليسا نيو (بالإنجليزية: Elisa New)‏ هي أكاديمية أمريكية، ولدت في 1959.